# Napoleon (Ohio)
Napoleon is een plaats (city) in de Amerikaanse staat Ohio, en valt bestuurlijk gezien onder Henry County.

## Demografie
Bij de volkstelling in 2000 werd het aantal inwoners vastgesteld op 9318.
In 2006 is het aantal inwoners door het United States Census Bureau geschat op 9119, een daling van 199 (-2.1%).

## Geboren
- Erik Palmer-Brown (24 april 1997), voetballer

## Geografie
Volgens het United States Census Bureau beslaat de plaats een oppervlakte van
15,5 km², waarvan 14,5 km² land en 1,0 km² water.

## Plaatsen in de nabije omgeving
De onderstaande figuur toont nabijgelegen plaatsen in een straal van 16 km rond Napoleon.